# Karen Morley
Karen Morley (ur. 12 grudnia 1909, zm. 8 marca 2003) – amerykańska aktorka.

## Wybrana filmografia
- 1931: Grzech Madelon Claudet jako Alice
- 1931: Natchnienie jako Liane Latour
- 1931: Mata Hari jako Carlotta
- 1932: Człowiek z blizną jako Poppy
- 1933: Kolacja o ósmej jako pani Lucy Talbot
- 1935: Mały buntownik jako pani Cary
- 1938: Kentucky jako pani Goodwin
- 1940: Duma i uprzedzenie jako pani Collins
- 1949: Samson i Dalila (niewymieniona w czołówce)